# Albino Sousa Cruz
Albino Sousa Cruz (Santa Eulália da Palmeira, Santo Tirso, 1 de setembro de 1870 – Lisboa, fevereiro de 1966) foi um empresário e mecenas luso-brasileiro.

## Biografia
Emigrou em 15 de novembro de 1885 para o Brasil, aportando no Rio de Janeiro, onde trabalhou por dezoito anos na Fábrica de Fumos Veado, de propriedade do também emigrante português Conde de Agrolongo (mais tarde essa fábrica seria absorvida pela sua própria indústria).
Em 1903, aos 33 anos de idade, com um sólido conhecimento no ramo do tabaco e algumas economias, instalou-se num pequeno prédio do centro da capital fluminense e ali começou a produzir cigarros enrolados em papel, uma novidade que em pouco tempo se espalhou pela sociedade. Assim, nasceu a Souza Cruz & Cia, que, em poucos anos, passou da produção artesanal à industrial. Em 1908, em rápida expansão, Albino transferiu seu negócio para as instalações da antiga Imperial Fábrica Paulo Cordeiro, no bairro da Tijuca. Em 1914, associou-se à British Tobacco, formando uma sociedade anônima com capital de 4000 contos de réis. Permaneceu seu presidente até 1962 e, quando se retirou, era dono da maior indústria de fumos da América Latina.
Praticamente retirado dos negócios, Sousa Cruz dedicou-se à vida comunitária das associações luso-brasileiras. Foi presidente do Real Gabinete Português de Leitura (1919-1962) e da Federação das Associações Portuguesas no Brasil (1941-1962).
Faleceu em 1966, aos 97 anos, de câncer de cólon — sem nunca ter provado um cigarro.